# Салтыково (Тюменская область)
Салтыково — упразднённая деревня в Викуловском районе Тюменской области. Входила в состав Коточиговского сельского поселения. В 1995 году исключена из учётных данных, в связи с прекращением существования.

## География
Располагалась на безымянном притоке реки Боровлянка (приток реки Базариха), на расстоянии примерно 11 километре (по прямой) к юго-востоку от села Коточиги.

## История
До 1917 года входила в состав Озернинской волости Ишимского уезда Тюменской губернии. По данным на 1926 год посёлок Салтыковский состоял из 28 хозяйств. В административном отношении входил в состав Базарихинского сельсовета Викуловского района Ишимского округа Уральской области.

## Население
При проведении переписи 1989 года деревня не учитывалась. По данным переписи 1926 года в посёлке проживало 132 человека (66 мужчин и 66 женщин), в том числе: латыши составляли 55 % населения, эстонцы — 45 %.